# Šternberk
Šternberk (in tedesco Sternberg) è una città della Repubblica Ceca facente parte del distretto di Olomouc, nella regione di Olomouc.

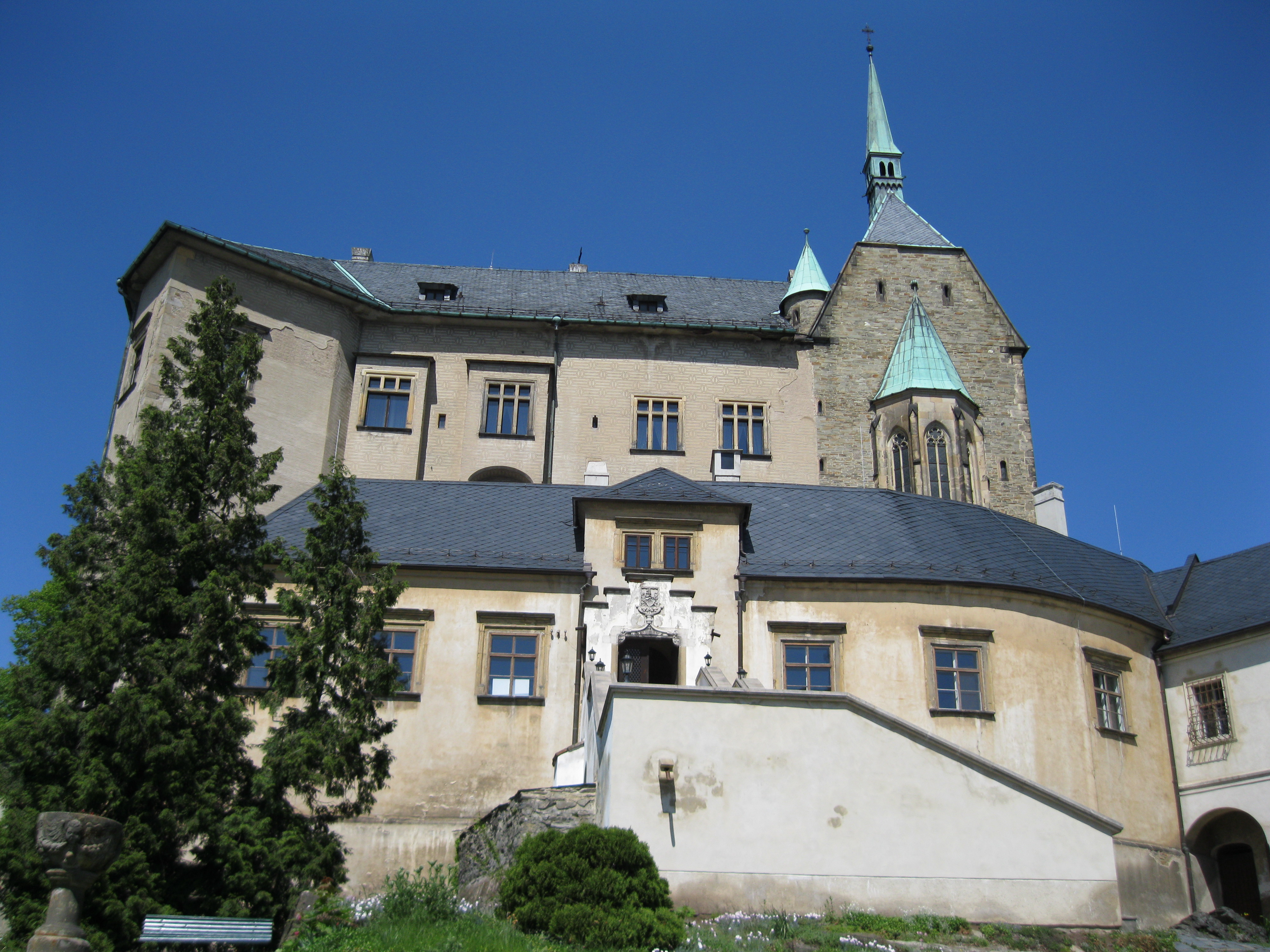
Il castello di Šternberk

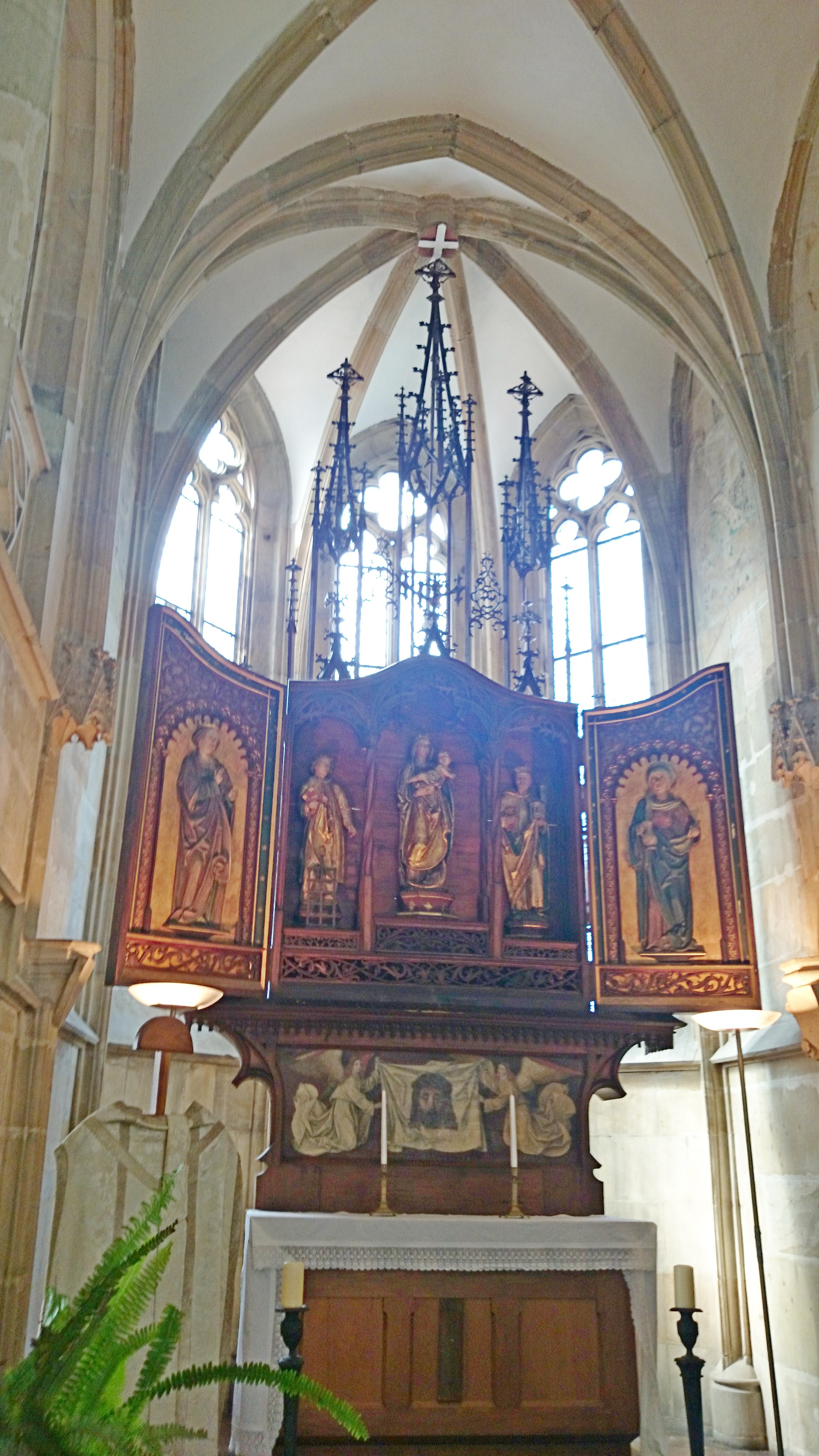
Altare e ancona nella cappella del castello

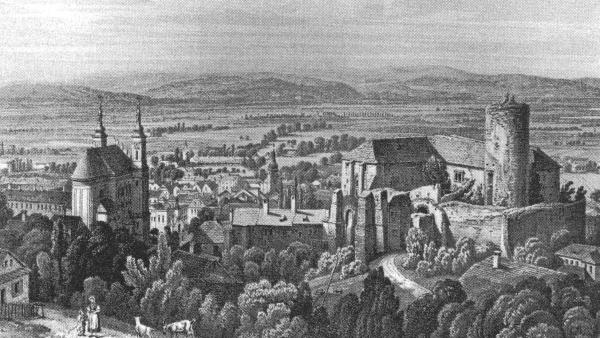
Il castello ancora in rovina nel 1850, in una litografia di August Carl Haun

## Il castello
Il castello di Šternberk risale alla seconda metà del XIII secolo, ma fu completamente ricostruito dopo il 1886 secondo il gusto neomedievale dell'epoca.  Nel XVII secolo era stato acquistato dal principe Giovanni Adamo Andrea del Liechtenstein e rimase di proprietà della famiglia Liechtenstein fino al 1945, quando venne nazionalizzato dai Decreti Beneš.
Gli interni storici custodiscono preziose collezioni d'arte, e in particolare una mostra di orologi.
Nella cappella del castello, sulle cui pareti sopravvivono resti di affreschi medievali, è stata allestita un'esposizione di opere scultoree medievali provenienti da tutta la regione di Olomouc.